# 中国共产党中央委员会统一战线工作部
中国共产党中央委员会统一战线工作部，通称中共中央统一战线工作部，简称中共中央统战部、中央统战部、统战部，是中国共产党中央委员会主管統一戰線工作的职能部门。中央統戰部主要負責管理執行中共中央關於統一戰線的方針、政策，具体包括多党合作、少数民族、宗教事务、非公经济、侨务工作、新的社会阶层人士、党外知识分子、港澳台、涉藏工作、涉疆工作等方面。

## 历史
自1930年代抗日民族统一战线形成后，中共就开始设置了类似机构。 
1938年，中共六届六中全会通过的《关于各级党委暂行组织机构的决定》规定，在区委以上各级党委之下设立统一战线工作部。 
1944年6月5日，中共六届七中全会第二次会议在延安召开, 会议决定由刘少奇、彭真、陈云等14人组成城市工作委员会，彭真任主任委员。
1944年7月，中央成立城市工作部。抗日战争胜利后，城工部停止工作。 
1946年12月16日，中共中央决定重新恢复城市工作部，周恩来兼任部长，李维汉为副部长，童小鹏任秘书长。1947年4月29日中共中央发出关于中央城市工作部工作方针及各地城市工作部工作方法的指示，规定中央城工部的任务是总管蒋管区一切工作，并规定了各区城工部职责范围及业务。城工部下设党务、统战、农村、文教、顽军5个组。规定其任务是：“在中央规定的方针下，研讨与经管蒋管区的一切工作（包括工、农、青、妇），并训练这一工作的干部”。随后，地方各级党委按照中央的要求相继成立了城工部。1947年5月5日中共中央就白区工作致电叶剑英、李维汉，指示党的组织要严守精干隐蔽、平行组织、单线领导、不转关系、城乡分开、上下分开、公开与秘密分开的原则，以保护我党及民主进步力量，加紧开展人民运动。5月28日中共中央发出《关于在白区对国民党的对策的指示》，提出力求在为生存而斗争的基础上建立反卖国、反内战。反独裁与反特务恐怖的广大阵线。
1948年5月，李维汉升任中央城工部部长。1948年9月26日，中共中央决定将中央城市工作部改名为中央统一战线工作部，负责管理“当时国统区工作、国内少数民族工作、政权统战工作、华侨工作及东方兄弟党的联络工作”，并具体负责筹备召开新政协的工作。
1957年5月，反右运动前夕，中共中央统战部召开了13次各民主党派负责人、无党派民主人士座谈会。又联合国务院第八办公室联合召开了25次工商界人士座谈会。5月22日，罗隆基在会上发言，建议由全国人民代表大会、中国人民政治协商会议成立一个委员会，检查“三反”、“五反”、“肃反”运动中的失误偏差。而该委员会须由执政党、民主党派和无党派民主人士三方面组成。这就是著名的“成立平反委员会”的主张。章伯钧提出批评共产党的政治见解，建议实行“两院制”，被指为要搞“政治设计院”。6月1日座谈会上，储安平以《向毛主席和周总理提些意见》为题发言，称“宗派主义的突出，党群关系的不好，是一个全面性的现象。”而且与中央也有很大关系。并且称在百花政策后“大家对小和尚（基层和一般党员）提了不少意见，但对老和尚（中共高层）没有人提意见。”并委婉地批评政府已经成为一党天下，国务院12位副总理中无党外人士，最后总结“这个‘党天下’的思想问题，是一切宗派主义现象的最终根源，是党和非党之间矛盾的基本所在”。该三人理论被毛泽东称为三大右派政治理论。
1979年，邓小平重建统战部。
1983年7月1日，在时任公安部部长兼中央政法委秘书长刘复之的建议下，统战部的部分单位被划入以中调部为主体，与公安部的反间谍部门等合并组成的中华人民共和国国家安全部之中。
2018年3月21日，中共中央印发了《深化党和国家机构改革方案》，并发出通知，中央统战部统一领导国家民族事务委员会、宗教工作及侨务工作，合併並保留国家宗教事务局及国务院侨务办公室的牌子。

## 职责
根据《中国共产党统一战线工作条例》，中共中央统战部承担下列职责：
1. 贯彻落实党对统一战线工作的理论方针政策和决策部署，拟订统一战线工作政策和规划，向党中央请示报告统一战线工作并提出意见建议。
2. 统筹协调指导统一战线工作，组织协调开展日常监督检查。
3. 负责发现、联系和培养党外代表人士，在党中央领导下做好党外代表人士的政治安排，协同有关部门做好安排党外代表人士担任政府和审判机关、检察机关等领导职务的工作。
4. 联系民主党派，牵头协调无党派人士工作，支持民主党派和无党派人士履行职责、发挥作用，支持、帮助民主党派和无党派人士加强自身建设。
5. 开展党外知识分子统一战线工作。
6. 统筹协调民族工作，领导民族工作部门依法管理民族事务。
7. 统一管理宗教工作，领导宗教工作部门依法管理宗教事务。
8. 参与制定、推动落实鼓励支持引导非公有制经济发展的方针政策，统筹开展非公有制经济人士统一战线工作。
9. 统筹开展新的社会阶层人士统一战线工作。
10. 会同有关部门开展港澳统一战线工作，开展对台统一战线工作。
11. 统一领导海外统一战线工作，统一管理侨务工作，统筹协调有关部门和社会团体涉侨工作。
12. 协调推进统一战线领域法治建设。
13. 在统一战线工作中落实意识形态工作责任制，负责开展统一战线宣传工作。
14. 指导下级党委统一战线工作，协助管理下一级党委统战部部长；协调政府有关部门统一战线工作，协助做好民族、宗教等工作部门领导班子成员推荐工作；加强同政协组织的沟通协调配合；加强对参事室、文史研究馆的工作指导；领导工商联党组，指导工商联工作；指导和管理社会主义学院；做好统一战线有关单位和团体管理工作。
15. 完成党中央交办的其他任务。

## 机构设置
根据《中国共产党中央委员会统一战线工作部职能配置、内设机构和人员编制规定》，中共中央统战部设置下列机构：

### 内设机构
- 办公厅
- 政策理论研究室
- 党派工作局（一局）
- 民族工作局（二局）
- 港澳台统战工作局（三局）
- 非公有制经济工作局（四局）
- 无党派、党外知识分子工作局（五局）
- 新的社会阶层人士工作局（六局）
- 七局（中央西藏工作协调小组办公室）
- 八局（中央新疆工作协调小组办公室）
- 侨务综合局（九局）
- 侨务事务局（十局）
- 宗教综合局（十一局）
- 宗教业务局（十二局）
- 机关党委
- 离退休干部办公室

### 直属事业单位
- 机关服务中心（机关服务局）
- 台湾会馆
- 华兴经济咨询服务中心
- 干部培训中心
- 中国统一战线杂志社
- 中国西藏杂志社
- 光彩事业指导中心
- 信息中心
- 台湾同学学术交流中心
- 中国和平统一促进会办公室
- 中国藏语系高级佛学院
- 中国巴利语系高级佛学院
- 中国西藏信息中心
- 何香凝美术馆
- 中国新闻社
- 北京华文学院
- 中央统战部宗教研究中心
- 中国宗教杂志社
- 《华声报》（电子版）社
- 暨南大学
- 华侨大学
- 中国藏学研究中心

### 直属企业单位
- 宗教文化出版社有限公司

## 历任领导
- 王明（1942年—1947年）

| 中央城市工作委员会主任委员 - 彭真（1944年7月—1946年12月16日） 中央城市工作部部长 - 周恩来（1946年12月16日—1948年5月15日） - 李维汉（1948年5月15日—1948年9月26日） | 中共中央城市工作部副部长 - 刘晓（1944年7月—1948年9月26日） - 刘长胜（1944年7月—1948年9月26日） - 李维汉（1946年12月16日—1948年5月15日） - 徐冰 |

| 中共中央统一战线工作部部长 - 李维汉（1948年10月—1964年12月） - 徐冰（1964年12月—1966年） - 刘友法、李金德、童小鹏（1973年6月—1975年11月，负责中央统战部的工作；由刘友法牵头） - 李大章 （1975年11月—1976年5月） - 乌兰夫 （1976年5月—1982年4月） - 楊靜仁 （1982年4月—1985年11月） - 阎明复 （1985年11月—1990年11月） - 丁关根 （1990年11月—1992年12月） - 王兆国 （1992年12月—2002年12月） - 刘延东 （2002年12月—2007年12月） - 杜青林 （2007年12月—2012年8月） - 令计划 （2012年9月—2014年12月） - 孙春兰 （2014年12月—2017年11月） - 尤权（2017年11月—2022年10月） - 石泰峰（2022年10月—2025年4月） - 李干杰（2025年4月—） | 中共中央统一战线工作部分管日常工作的副部長（常務副部長） - 李贵（1977年10月） - 刘延东（1998年月－2003年4月） - 梁金泉（2003年4月－2006年1月） - 朱維群（2006年1月－2012年6月） - 张裔炯（2012年6月—2022年2月） - 陈小江（2022年2月—2025年7月） 中共中央统一战线工作部副部长 - 刘春（？—？） - 金城（？—？） - 薛子正（1958年3月—1966年12月） - 宋堃（1988年3月） - 李德洙（1998年3月—2003年3月） - 陈喜庆（2003年—2016年6月） - 斯塔 （2006年—2016年12月） - 林智敏 （2012年7月—2017年8月） - 冉万祥（2015年4月—2018年8月） - 巴特尔（2016年4月—2020年12月） - 戴均良（2016年6月—2019年1月） - 史大刚（2016年12月—2018年3月） - 徐乐江（2017年5月—2024年7月） - 许又声（2018年3月—2022年8月） - 王作安（2018年3月—2022年6月） - 谭天星（2018年3月—2021年10月） - 侍俊（2018年9月—2022年12月） - 邹晓东（2018年12月—2021年2月） - 潘岳（2020年10月—） - 陈小江（2020年12月—2022年2月，2022年2月起为常务副部长） - 陈旭（2022年2月—） - 崔茂虎（2022年6月—2023年3月） - 林锐（2022年12月—） - 陈瑞峰（2023年3月—） - 马利怀（2023年7月—） - 王瑞军（2024年4月—） - 沈莹（2024年7月—） |

## 驻部纪检监察组
2013年11月中共十八届三中全会《中共中央关于全面深化改革若干重大问题的决定》要求：“全面落实中央纪委向中央一级党和国家机关派驻纪检机构，实行统一名称、统一管理。派驻机构对派出机关负责，履行监督职责。”2014年12月，中共中央制定出台《关于加强中央纪委派驻机构建设的意见》，为派驻全覆盖确定了时间表和路线图。2015年1月，经中共中央审批同意，中央纪委在中央办公厅、中央组织部、中央宣传部、中央统战部、全国人大机关、国务院办公厅、全国政协机关新设7家派驻机构，其中除全国人大机关、全国政协机关实行单独派驻外，其余5家实行综合派驻，共涵盖53个部门和单位。2015年3月下旬，中央纪委首次向这7家党和国家重要部门派驻纪检组。中央纪委驻中央统战部纪检组负责综合监督中央统战部、中央台办、中央社会主义学院、中国藏学研究中心、国家宗教局、国务院侨办、中国侨联机关、全国台联机关、中国宋庆龄基金会机关、黄埔军校同学会机关、欧美同学会机关、中华职业教育社机关、全国工商联机关13家单位。2018年，改为中央纪委国家监委驻中央统战部纪检监察组。
| 组长 - 苏波（2015年3月—2018年） - 周小莹（2018年—2022年7月） - 刘军川（2022年7月—） 副组长 - 刘鸿炜（2015年—？） - 陈继清（2015年—2016年10月） | 正局级纪律检查员 副局级纪律检查员 |

## 批评
美国学者卡罗尔·李·哈姆林（Carol Lee Hamrin）及赵穗生在其著作中的解釋，统战部门主要职能是“处理中国共产党与非共产党精英人士间的关系”。非共产党精英人士主要包括有社会、商业、学术影响力的个人或团体，中国国内外的利益集团。“中共试图通过统战部来确保相关团体或个人支持中共或可以为中共所用”。
一些国家的情报机构对统战部的活动表示担忧，认为统战部的行为构成了对别国内政的干涉。在《间谍之巢：关于在加拿大境内活动的外国特工的惊人真相》（Nest of Spies: The Startling Truth about Foreign Agents at Work Within Canada's Borders）一书中， de Pierrebourg和Juneau-Katsuya声称统战部“管理着有关外国的重要档案“，其中包括宣传、对海外中国学生的控制、在华人群体（和外国人士）中招募情报人员以及长期的隐蔽活动等。2007年，中共将统战部的活动经费提升了300万美元，以进一步提升中国在海外的“软实力”